# ソニック ライバルズ
『ソニック ライバルズ』（SONIC RIVALS）は、PlayStation Portable（PSP）用ソフトとしてカナダの制作会社Backbone Entertainmentにより製作されたアクションゲーム。北米では2006年11月24日に、欧州では2006年12月1日に、豪州では2006年12月7日に発売されており、日本での発売は未定。
続編として『ソニック ライバルズ 2』が発売されている。
今作は、古典的なソニックシリーズと同様のステージクリア型のアクションゲームである。ただし、『ソニック アドバンス』シリーズ等とは異なり、グラフィックは2.5Dとなっているのが特徴。
タイトルにもあるように、本作はソニックとそのライバル達の冒険を描いている。ソニックシリーズにしては珍しく、プレイヤーキャラクターに女性キャラクターが存在しない。

## ゲームシステム

### ゲーム上のルール
基本的なシステムは、各ステージをクリアしていくステージクリア型のアクションゲームだと思って良い。ただし、本作は2人のキャラクターがそれぞれの目的のために競走する、という内容になっており、全てのステージで他のキャラクターと1対1で競走することになる。負ければやり直しになるため、相手より早くゴールしなければならない。また、従来のソニックシリーズと同様、アクト2をクリアした後はボスと戦うことになる。

### アクション
全てのキャラクターは同じスピードで走ることが出来る。また、元々はソニックとシャドウの技であったホーミングアタックは、本作は全員が使用可能である。
他のキャラクターを直接攻撃したり、アイテム（ファイヤー、アイス、爆弾、イリュージョン、ウィンド、リングマグネット、スター）を使用することで妨害できる。スター以外のアイテムは、誰が使っても同じであるが、スターを使用すると各キャラクターの特殊能力を使うことが出来る（後述）。各キャラクターの性能差はスターを使用した場合のみで、他にはない。

### カード
本作は、ステージクリア等によりカードを入手できる。カードは、旧ソニックシリーズのキャラクターカードも存在し、全部で150枚ある。これを全て集めるのも本作の楽しみ方である。なお、特定のカードを揃えると、各キャラクターのコスチュームをチェンジできる、という特典もある。

### 通信
PSPのアドホックモードで他のプレイヤーと対戦できる。対戦時は、双方の持つカードを賭けて戦うことも出来る。また、カードのトレードも可能。

## キャラクター
ここでは、本作におけるキャラクターの特徴を記述する。各キャラクターの詳細な設定などは、ソニックシリーズの項を参照。

### プレイヤーキャラクター
ソニック
ご存知、世界最速の主人公。今まで何度も世界を救ってきたヒーロー。今回は彼の友人であるテイルスとエミーがカードに変えられてしまったと知り、2人を救うため、ソニックは走り出す。
ソニックの特殊能力は、『ソニックブーム』である。これは、一定時間移動スピードを大幅にアップさせることが出来る。なお、発動直後は瞬間的に飛ぶことができる。
ナックルズ
ソニックの永遠のライバルを自称するソニックの喧嘩友達。マスターエメラルドを守護するため、エンジェルアイランドの祭壇で暮らしている。今回は、カードに変えられてしまったマスターエメラルドを取り戻すため、エッグマンを追う。
ナックルズの特殊能力は、『ハンマーパンチ』。これは、相手がどこにいようとも、一定時間相手を気絶させて動きを止めることが出来る。
シャドウ
ソニックとほぼ同等のスピードと高い能力を持つ、ソニックと瓜二つの黒いハリネズミでソニックの永遠のライバル。プロフェッサー・ジェラルドにより作られた究極生命体。今回はエッグマンから救助要請を受け、オニキスアイランドへとやってきた。エッグマンを見つけ出すが、当の本人は覚えがないと言う。エッグマンの救助要請の謎を知るために行動を開始する。
シャドウの特殊能力は、おなじみの『カオスコントロール』である。相手の移動スピードを一定時間遅くすることが出来る（相手よりも素早く行動している、ということをゲーム上で表現していると思われる）。
シルバー
サイコキネシスにより物体を移動させる能力を持った、白銀のハリネズミ。未来から転送されてオニキスアイランドへとやってくる。今回はある人物を探しており、その人物を知り合いだと思われるエッグマンを追いかける。シルバーが初登場したのは『ソニック・ザ・ヘッジホッグ (2006年のゲーム)』だが、ソニックたちが歴史を変えたため、この作品では歴史的にソニック達と初対面となっている。ただしとある事情でエッグマンのことは前から知っていた様子。
シルバーの特殊能力は、『ESP』。これは、相手を混乱させることができる。混乱した相手は、上手く移動できなくなる。
メタルソニック
エッグマンが作り出したソニックのライバルでソニック型メカ。
ソニック ヒーローズでネオメタルソニックとしてソニック達と戦いに挑むが、敗れた後、エッグマンにより回収されて元の状態に修理された。そのためか、本作の彼は再び無口になっている。今回はエッグマンに変装したエッグマンネガに利用され、ソニック達を妨害する役目を負っている。彼はストーリーモードでは使用不可能。メタルマッドネス、メタルオーバーロード、ネオメタルソニックの3種のカードを集めることで、ストーリーモード以外で使用可能になる。
メタルソニックの特殊能力は、『コピー』。対戦相手と同じ特殊能力を発動させることが出来る。

### その他のキャラクター
テイルス
イベントにのみ登場。エミーを探すため、ソニックと共にオニキスアイランドに赴くが、エッグマン（エッグマンネガ）の特殊カメラによりカードに変えられてしまう。
エミー
イベントにのみ登場。エッグマンの次にカードに変えられてしまう。ソニックシナリオのみの登場。
ルージュ
イベントにのみ登場。エッグマンに関する真実を発見した直後、通信が途絶えてしまう。シャドウは、彼女が何かを発見したと考え、彼女を救うことを決意する。
エッグマン
イベントのみ登場。今回の彼は、特に悪事は働いていない。かつて手を組んでいたエッグマンネガに自分の家系に泥を塗ったと彼の逆恨みにより狙われ、シャドウに救助要請するもカードに変えられてしまった最初の犠牲者。シャドウによって救出された後は、自分をカードに変えたエッグマンネガに仕返しをする為、シャドウとシルバーの手助けをする。
エッグマンネガ
ソニック ラッシュで初登場したエッグマンにそっくりな人物で、今回の事件の黒幕。ブレイズがいる異世界に現れたが、実は彼はシルバーがいる未来からやってきた悪の科学者であり、エッグマンとは完全な別人である。彼はエッグマンに変装し、オニキスアイランドにおいて特殊なカメラを使って皆をカードに変えていく。シャドウが救助要請した理由を聞いた際、覚えがないと言ったのはエッグマンではなくエッグマンネガによる策略だったからである。なお、オニキスアイランドは、マスターエメラルドの性質を利用し、カード化することで彼と共に転送された未来の『エンジェルアイランド』である。彼の最終目的は、自分の家系に泥を塗ったとされるエッグマンの存在をなくすため、エッグマンをカードに封印し、カードにした者をエネルギーに変え、惑星をカードにして征服することで自分の名誉を永遠のものにしようと企む。
なお、彼の正体に気づいたのはシャドウとシルバーなど一部の者のみで、真相を知らないソニックやナックルズ達は最後まで今回の事件もエッグマンの仕業だと思っている。